# Kurudihalli, Challakere
Kurudihalli là một làng thuộc tehsil Challakere, huyện Chitradurga, bang Karnataka, Ấn Độ.